# محو الأمية الناشئة
الأمي الناشئ (بالإنجليزية: Emergent literacies)، هو مصطلح يستخدم للتعبير عن معرفة مهارات القراءة أو الكتابة للطفل قبل أن يقوم بتعلمها. ويشير إلى الاعتقاد بأن الأطفال ذو السنوات الأولى بالمجتمعات المثقفة في طريقهم لأن يصبحوا قادرين على القراءة. ويستطيع الطفل من خلال دعم الوالدين والمربين والمعلمين أيضا أن يظهر تطورا ملحوظا في قرائته أي من القراءة المبتدئه إلى القراءة المألوفة بنجاح. ويتعين على المتعلم أخذ بعض العناصر الأساسية لمعرفة القراءة والكتابة في عين الاعتبار مثل، أولًا: المفردات وهي ان يتعرف على أسماء الأشياء من حوله، ثانياً: الحافز، وهو وجود الدافع والرغبة والاستمتاع بقراءة الكتب، ثالثًا: معرفة المواد المطبوعة، وهي ملاحظة الكلمات المطبوعة وكيفية تتبعها على الصفحة وكيفية التعامل مع الكتاب، رابعًا: مهارات السرد، وهي القدرة على وصف الأشياء والأحداث وسرد القصص، خامسًا: معرفة الأحرف، وهي حول فهم الاختلاف بين الأحرف ومعرفة أسمائها وكيفية نطقها وتمييزها عن الأحرف الأخرى، سادسًا: معرفة الأصوات، وتعني القدرة على الأصوات الصغيرة في الكلمات والقدرة على تطبيقها، وتعتبر معرفة القراءة والكتابة في النشء مسألة حساسة للغاية إذا أظهرت الأبحاث أن الأطفال يتعلمون مهارات القراءة وقبل انخراطهم في المدارس بسنوات.

## التاريخ
كان المجتمع يركز على اتخاذ أساليب تقليدية في القراءة والكتابة بحيث يتم تعليم الأطفال القراءة كما يقرأ الكبار دون التعرف على الكلمات اما من خلال الصور أو تهجئة الكلمات، وعلى الرغم من ذلك قدمت الباحثة النيوزلندية ماري كلاي في عام 1966 مفهوم الأمية الناشئة واستخدمتها لوصف كيفية تفاعل الأطفال مع الكتب في القراء والكتابة على الرغم من عدم مقدرتهم على فعل ذلك بشكل مألوف، ومنذ ذلك الحين أوسعت هيئة البحوث النظر في هذا المفهوم موضحة بأن بداية التحسن في القراءة والكتابة تكون قبل الانخراط الرسمي في المدارس بينما يقترح مفهوم الاستعداد للقراءة بأن هناك نقطة ما في مرحلة استعداد الأطفال لتعلم القراءة والكتابة ويمكن أن تتأثر عن طريق التفاعلات الاجتماعية مع الكبار واستخدام أنشطة مواد التعلم والمواد المختلفة، وتقترح كلاي أيضًا بأن هناك استمرارية في تطور القراءة والكتابة بين سلوكيات التعلم المبكر والسلوكيات التي يظهرها الطفل حينما يستطيع القراءة بمفرده، وإلى ذلك الحين كان يُعتقد أن الأطفال يجب أن يتعلموا القراءة قبل أن يتمكنوا من الكتابة كما شددت على أهمية معرفة العلاقة بين الكتابة والقراءة في مرحلة التعليم المبكر .

## مهارات القراءة والكتابة الناشئتين

### الحافز
يتعلق الحافز باهتمام الطفل واستمتاعه بالكتب، فالطفل الذي لديه حوافز عالية سيستمتع بالقراءة واللهو بالكتب بل وسيحب الذهاب إلى المكتبة، ولذا سيكون هذا النوع من الأطفال أكثر حبًا للقراءة وان كانت صعبة عليهم الا انهم سيحاولون تعلمها.

### المفردات
تتعلق معرفة المفردة بمعرفة أسماء الأشياء، إذا أن الأطفال الذين يمتلكون مفردات كثيرة سيعود ذلك عليهم من خلال تحقيق تقدم في تعلمهم، وقد أظهرت بعض الدراسات أن معرفة المفردة هي أفضل مؤشر لفهم القراءة في نهاية المستويان الثاني والثالث وكذلك ترتبط بشكل عام بمستوى التحصيل الأكاديمي.

### الوعي والإدراك
يتعلق هذا العامل بمعرفة تعامل الطفل مع المواد المطبوعة كالكتب وبمعرفة كيفية تتبع الكلمات في الصفحة، ويتضمن ذلك معرفة أن الكتب تُقرأ من اليسار إلى اليمين، ومن الأعلى للأسفل، وكيف يفرّق بين الكلمات والأحرف. هذه المهارات مهمّة لتطوير معرفة الطفل بالقراءة والكتابة لأنه سيواجه صعوبات في التعلم في حال لم يكتسب تلك المهارات.

### مهارات السرد
يرتبط هذا العامل بالقدرة على وصف الأشياء والأحداث وبالقدرة على سرد القصص.

### معرفة الحروف
وهي تتعلق بالقدرة على تمييزها في كل حالات وقوعها وبمعرفة أصواتها وكيفية نطقها، بالإضافة لمعرفة الاختلاف بينها ومعرفة أسمائها.

### الإدراك الصوتي
تتعلق هذه المهارة بالقدرة على السماع والتفريق بين الأصوات المتشابهة في الكلمات، وكذلك معرفة الأوزان والمقاطع المتحركة والساكنة.

## الدروس والأنشطة
قد تركز دروس محو الأمية الناشئة على مهارة واحدة أو على مزيج من المهارات التي سنقدم أمثلة على الأنشطة التي يمكن أن تتحقق من خلالها بذكر كل مهارة على حده.

### بناء المفردات
بإمكان ألعاب الفرز أن تساعد الأطفال على مهارة بناء المفردات من خلال سؤالهم عن تحديد خصائص أخد المواد التي يتم فرزها، وقد زوّدت جامعة كانساس موقعا يضم بعض الموارد التعليمية كلعبة الأحذية التي يقوم من خلالها الأطفال بخلع أحذيتهم قبل أن يعلمون على فرزها من جديد بالنظر إلى بعض الخصائص، ثم يتم ربطها بمعرفة المفردات التي تصف أنواع تلك الأحذية رياضية أو من نوع الصندل كانت أو ذات خيوط أو مشابك وما إلى ذلك من أنشطة يمكن إيجادها على الرابط التالي الذي يحتوي أيضا على عدة أنشطة لتعليم المفردات للناشئة:

### نشاط التعرف على الحروف
تساعد ألعاب معرفة الحروف على تعلم الأطفال لحروف الأبجدية في لعبة واحدة بسيطة، إذ يكتب المعلم كل حرف من الأبجدية على بطاقة ويمررها على الطلاب الذين بدورهم يجب أن يكونوا في ترتيب متسلسل حسب الأبجدية، هذه اللعبة مزودة من موقع جامعة كانساس على الرابط الانف ذكره.

### معرفة الأصوات
يتضمن الوعي الصوتي الإيقاع والتناغم اللذان يساعدان الأطفال على معرفة أصوات الكلمات وطريقة نطقها، وأحد تلك الطرق هي أن يأتي المعلم بثلاث كلمات مختلفة على شكل «ساكنة، متحركة، ساكنة» ثم يسأل الطلاب أي من الكلمات لم تكن متحركة أو ذو تناغم، بالإضافة إلى عدة أنشطة أخرى بالإمكان الحصول عليها في الرابط التالي: http://phonologicalawareness.org/4.html نسخة محفوظة 15 يونيو 2012 على موقع واي باك مشين.
وتحتوي بعض الأنشطة الأخرى على الأغاني والأناشيد ولعبة الكلمات ولعبة الإيقاعات والألغاز والقصص والشعر والرواية والقصص الشفوية للأطفال والتصفيق والقفز بالإضافة إلى اللعب بالحروف، كما ينبغي أن يكون كل شيء بشكل مرح وجذاب واجتماعي وهادف أيضًا، وبالطبع يجب أن يثير الفضول ويشجع على التجارب اللغوية في برامج تعلم القراءة والكتابة الشاملة.

### ترسيخ الدوافع
تشير الأمثلة إلى أن الدوافع عند الأطفال تبدأ ببداية اهتمام الطفل بالاستمتاع بالكتب، وهناك العديد من الأنشطة التي يستطيع فعلها الاباء مع الأطفال للمساعدة على الترويج لهذا الحافز، ومن الأمثلة على ذلك: القراءة المستمرة والعمل على جعلها ممتعة، والقراءة حينما يكون القارئ والطفل في مزاج رائع، وتغيير نبرة الصوت عند رفعه، وكذلك ابقاء الكتب في متناول الطفل، وأخيرًا توقف عن القراءة حينما يُرهق الطفل أو يشعر بالملل. (اقتبست هذه الطرق من موقع المكتبة العامة في مقاطعة لودون) .

### ترسيخ الوعي
يتمثل ترسخ الوعي عند الطفل في فهمه لأجزاء من الكتاب وعلى ماذا يحتوي، وقد اقترحت مكتبة ولاية لويزيانا عدة أنشطة من شأنها أ، تجعل الطفل في تناول الكتب مع البالغين ممكن أكبر منه، ويكون الطفل في ذلك النشاط مسئولًا من قبل المعلم أو الوالدين بأن يشير إلى الأجزاء المختلفة من الكتاب ومحتواه، أو العنوان أو الغلاف الأمامي أو الخلفي أو أن يشير إلى السطر الأول من الكتاب أو حرف أو كلمة ما. وقد وجعت جامعة جورج ماسون إلى فعل أنشطة عائلية أخرى، تشمل كتابة كتاب مع الأطفال مع إمكانية وضع صور مألوفة فيه ويكون تحتها تعليقات توضيحية اما منهم أو من الأطفال أنفسهم، وكذلك يمكن للوالدين أن يكتبوا ما يمليه عليهم أطفالهم أو أن يشيروا إلى كلمات معينة مع قرائتها في قائمة الطعام عند خروجهم للمطعم بالإضافة إلى اعطائهم فرصة اختيار ما يريدون أكله الأمر الذي سيجعل هذه التجربة تفاعلية بالنسبة لهم وهو الذي سيمكنهم من إدراك ما للأشياء المطبوعة من أهمية واتصال مع واقع حياتنا. بالإمكان إيجاد عدد من الأنشطة الأخرى على الرابط : http://mason.gmu.edu/~cwallac7/TAP/TEST/literacy/1.html نسخة محفوظة 4 نوفمبر 2007 على موقع واي باك مشين.

#### مهارات السرد
يمكن للأطفال تطوير هذه المهارة من خلال وصف شيء ما حدث لهم وان كان بسيطًا الا ان الوالدين والمعلمين قادرين على تعزيز مهارات السرد من خلال مطالبة الأطفال بمزيد من التفاصيل عن الأنشطة التي قاموا بها. ويوجد المزيد من الأنشطة الأخرى لكل من الأطفال ومن أصغر منهم في موقع مكتبة لندن الوطنية.